# Список ботаников-систематиков/S

Список начинающихся на букву S обозначений имён ботаников, которые используются при цитировании научных (латинских) биноминальных названий растений.
Международный кодекс ботанической номенклатуры (МКБН) рекомендует в публикациях на ботанические темы, особенно если они касаются таксономии и номенклатуры, указывать авторов названий таксонов. Указание авторов названий таксонов следует выполнять в соответствии с правилами и советами, приведёнными в МКБН. В частности, в МКБН дана рекомендация использовать при цитировании авторов таксонов опубликованную в 1992 году книгу Браммита и Пауэлл Authors of plant names с уточнениями и дополнениями, соответствующими сведениям из баз данных International Plant Names Index и Index Fungorum.
Список обозначений содержит:
- стандартную форму обозначения,
- имя на русском языке (если известно),
- имя на родном языке персоны (или на английском),
- год рождения или годы жизни; в некоторых случаях дан год первой публикации (пометка fl.), в которой использовано данное обозначение.

## Разделы списка —Sa,Sc,Se,Si,So,St,Su
- S.A.Graham — Shirley Ann Tousch Graham, 1935—
- S.Andrews — Susyn M. Andrews, 1953—
- S.B.Jundz. — Юндзилл, Станислав Бонифацы (пол. Stanisław Bonifacy Jundziłł, лит. Stanislovas Bonifacas Jundzilas, 1761—1847)
- S.D.Deshp. — Sandhya D. Deshpande, fl. 1979
- S.D.Sundb. — Сандберг, Скотт (англ. Scott Sundberg, 1954—2004)
- S.E.C.Sierra — S. E. C. Sierra, fl. 2000
- S.F.Blake — Блейк, Сидни Фей (англ. Sidney Fay Blake, 1892—1959)[1]
- S.F.Gray — Грей, Сэмюэл Фредерик (англ. Samuel Frederick Gray, 1780—1836)[2]
- S.G.Gmel. — Гмелин, Самуил Готлиб (нем. Samuel Gottlieb Gmelin, 1744—1774)
- S.G.M.Carr — Фосетт-Карр, Мэйзи (англ. Stella Grace Maisie Fawcett, 1912—1988)
- S.H.Cheng — Чжэн Сысюй (Sze Hsu Cheng; кит. 郑斯绪, 1931—1967)
- S.J.Zhang — Чжан Шуцзе (Shu Jie Zhang, fl. 1995)
- S.Knapp — Кнапп, Сандра (лат. Sandra Knapp, 1956—)
- S.Ko — Sung Chul Ko, fl. 1993[3]
- S.Krasch. — Крашенинников, Степан Петрович (1713—1755)
- S.L.Chen — Чэнь Шоулян (Shou Liang Chen, 1921—)
- S.Matsum. — Shorien Matsumura, 1872—1960
- S.Moore — Мур, Спенсер Ле Марчант (англ. Spencer Le Marchant Moore, 1850—1931)
- S.R.Sriniv. — S. R. Srinivasan, 1943—
- S.S.Chien — Чхинь Сунсю (Sung Shu Chien, 1883—1965)
- S.T.Blake — Блейк, Стэнли Тэтчер (англ. Stanley Thatcher Blake, 1910—1973)
- S.Vidal — Sebastian Vidal, 1842—1889
- S.Watson — Ватсон, Серено (англ. Sereno Watson, 1826—1892)[4]
- S.Ya.Sokolov — Соколов, Сергей Яковлевич (ботаник) (1897—1971)

### Sa
- Sabine — Сэбин, Джозеф (англ. Joseph Sabine, 1770—1837)
- Sacc. — Саккардо, Пьетро-Андреа (итал. Pier Andrea Saccardo, 1845—1920)
- Sachs — Сакс, Юлиус фон (нем. Julius von Sachs, 1832—1897)
- Sadovsky — Otakar Sadovský, 1893—1990
- Sagást. — Abundio Sagástegui, 1932—[5]
- Sagot — Саго, Поль Антуан (фр. Paul Antoine Sagot, 1821—1888)
- Sahlb. — Зальберг, Карл Рейнгольд (фин. Carl Reinhold Sahlberg, 1779—1860)
- Sahni — Сахни, Бирбал (англ. Birbal Sahni, 1891—1949)
- Salisb. — Салисбери, Ричард Энтони (англ. Richard Anthony Salisbury, 1761—1829)
- Salm-Dyck — Сальм-Райффершайдт-Дик, Йозеф (нем. Joseph Salm-Reifferscheid-Dyck, 1773—1861)
- Saltonst. — Kristin Saltonstall, fl. 2004
- Salzm. — Зальцман, Филипп (нем. Philippe Salzmann, 1781—1851)
- Sambuc — Camille Sambuc, 1859—
- Sambuk — Самбук, Феодосий Викторович (1900—1942?)
- Samp. — Сампайо, Гонсалу Антониу да Силва Феррейра (порт. Gonçalo António da Silva Ferreira Sampaio, 1865—1937)
- Sander — Сандер, Генри Фредерик Конрад (англ. Henry Frederick Conrad Sander, 1847—1920)
- Sandwith — Сандуит, Ноэл Иври (англ. Noel Yvri Sandwith, 1901—1965)
- Saposhn. — Сапожников, Василий Васильевич (1861—1924)
- Sarg. — Сарджент, Чарльз Спрэг (англ. Charles Sprague Sargent, 1841—1927)
- Sargant — Саржант, Этель (англ. Ethel Sargant, 1863—1918)
- Saunders — Сондерс, Уильям Уилсон (англ. William Wilson Saunders, 1809—1879)
- Sauss. — Соссюр, Орас Бенедикт де (фр. Horace Bénédict de Saussure, 1740—1799)
- Sav. — Саватье, Поль Амеде Людовик (исп. Paul Amédée Ludovic Savatier, 1830—1891)
- Savi — Сави, Гаэтано (итал. Gaetano Savi, 1769—1844)
- Savign. — Francesco Savignone, 1818—
- Savigny — Савиньи, Мария Юлий Цезарь Лелорн (фр. Marie Jules César Lelorgne de Savigny, 1777—1851)

### Sc
- Scepin — Щепин, Константин Иванович (1728—1770)
- Sch.Bip. — Шульц, Карл Генрих (нем. Carl Heinrich Schultz „Bipontinus“, 1805—1867)[6]
- Schaeff. — Шеффер, Якоб Кристиан (нем. Jacob Christian Schäffer, 1718—1790)[7]
- Schalkw. — Joost Schalkwijk, fl. 1982
- Schangin — Шангин, Пётр Иванович (1741—1816)
- Schauer — Шойер, Иоганнес Конрад (нем. Johannes Conrad Schauer, 1813—1848)
- Scheele — Шееле, Джордж Генрих Адольф (нем. George Heinrich Adolf Scheele, 1808—1864)
- Scheff. — Шеффер, Рудольф Херман Христиан Карел (нидерл. Rudolph Herman Christiaan Carel Scheffer, 1844—1880)
- Scheidw. — Шайдвайлер, Мишель Жозеф Франсуа (англ. Michael Joseph François Scheidweiler, 1799—1861)
- Schelle — Шелле, Эрнст (нем. Ernst Schelle, 1864—1945)
- Schelver — Шельфер, Франц (нем. Franz Joseph Schelver, 1778—1832)
- Schenk — Шенк, Август (ботаник) (нем. Joseph August Schenk, 1815—1891)
- Scherb. — Шербиус, Йоханнес (нем. Johannes Scherbius, 1769—1813)
- Schiede — Шиде, Кристиан Юлиус Вильгельм (нем. Christian Julius Wilhelm Schiede, 1798—1836)
- Schinz — Шинц, Ханс (нем. Hans Schinz, 1858—1941)
- Schischk. — Шишкин, Борис Константинович (1886—1963)
- Schkuhr — Шкур, Кристиан (нем. Christian Schkuhr, 1741—1811)[8]
- Schltdl. — Шлехтендаль, Дидерих Франц Леонард фон (нем. Diederich Franz Leonhard von Schlechtendal, 1794—1866)[9]
- Schleich. — Шляйхер, Иоганн Кристоф (нем. Johann Christoph Schleicher, 1768—1834)
- Schleid. — Шлейден, Маттиас (нем. Matthias Jakob Schleiden, 1804—1881)
- Schloss. — Шлоссер-Клековский, Иосип Каласанцие (хорв. Josip Kalasancije Šloser, vitez Klekovski, нем. Joseph Calasenz Schlosser von Klekovski, 1808—1882)
- Schlothg. — Шлотгауэр, Светлана Дмитриевна (1941)
- Schltr. — Шлехтер, Фридрих Рихард Рудольф (нем. Friedrich Richard Rudolf Schlechter, 1872—1925)
- Schmalh. — Шмальгаузен, Иван Фёдорович (нем. Johannes Theodor Schmalhausen, 1849—1894)
- Schmidel — Шмидель, Казимир Христоф (нем. Kasimir Christoph Schmiedel, лат. Casimirus Christophorus Schmidelius, 1718—1792)
- Schmidt — Шмидт, Франц (ботаник) (нем. Franz Schmidt, 1751–1834)
- Schnack — Benno Julio Christian Schnack, 1910—1981
- Schnee — Ludwig Schnee, 1908—1975
- Schodde — Шодд, Ричард (англ. Richard Schodde, 1936—)
- Schönb.-Tem. — Eva Schönbeck-Temesy, 1930—
- Schönland — Шёнланд, Зельмар (нем. Selmar Schönland, 1860—1940)
- Schott — Шотт, Генрих Вильгельм (нем. Heinrich Wilhelm Schott, 1794—1865)
- Schousb. — Скоусбоэ, Петер Кофод Анкер (дат. Peter Kofod Anker Schousboe, 1766—1832)
- Schouw — Скоу, Йоаким Фредерик (дат. Joakim Frederik Schouw, 1789—1852)
- Schrad. — Шрадер, Генрих Адольф (нем. Heinrich Adolf Schrader, 1767—1836)
- Schrank — Шранк, Франц фон Паула (нем. Franz von Paula Schrank, 1747—1835)
- Schreb. — Шребер, Иоганн Христиан фон (нем. Johann Christian Daniel von Schreber, 1739—1810)
- Schrenk — Шренк, Александр Иванович (Alexander Gustav von Schrenk, 1816—1876)
- Schrire — Brian David Schrire, 1953—
- Schrödinger — Шрёдингер, Рудольф (нем. Rudolf Schrödinger, 1857—1919))
- Schult. — Шультес, Йозеф Август (нем. Josef August Schultes, 1773—1831)[10]
- Schult.f. — Шультес, Юлиус Герман (нем. Julius Hermann Schultes, 1804—1840)
- Schultz Sch. — Шульц-Шульценштайн, Карл Генрих (нем. Кarl Heinrich Schultz-Schultzenstein, 1798—1871)
- Schulzer — Шульцер, Штефан (нем. Stephan Schulzer von Müggenburg, 1802—1892)
- Schum. — Шуман, Юлиус Генрих Карл (нем. Julius Heinrich Karl Schumann, 1810—1868)
- Schumach. — Шумахер, Кристиан Фридрих (нем. Heinrich Christian Friedrich Schumacher, 1757—1830)
- Schur — Шур, Филипп Иоганн Фердинанд (нем. Philipp Johann Ferdinand Schur, 1799—1878)
- Schwabe — Швабе, Генрих (нем. Samuel Heinrich Schwabe, 1789—1875)
- Schwantes — Швантес, Густав (нем. Gustav Schwantes, 1881—1960)
- Schweick. — Швайккердт, Герольд Георг Вильгельм Иоганнес (нем. Herold Georg Wilhelm Johannes Schweickerdt, 1903—1977)
- Schweigg. — Швейггер, Август Фридрих (нем. August Friedrich Schweigger, 1783—1821)
- Schweinf. — Швейнфурт, Георг Август (нем. Georg August Schweinfurth, 1836—1925)
- Schwend. — Швенденер Симон (нем. Simon Schwendener, 1829—1919)
- Schwer. — Fritz Kurt Alexander von Schwerin, 1856—1934
- Schych. — Шиховский, Иван Осипович (1805—1854)
- Scop. — Скополи, Джованни Антонио (итал. Giovanni Antonio Scopoli, 1723—1788)
- Scribn. — Скрибнер, Фрэнк Лэмсон (англ. Frank Lamson Scribner, 1851—1938)
- Sdobnina — Сдобнина Л. И., fl. 1973

### Se
- Sealy — Сили, Джозеф Роберт (англ. Joseph Robert Sealy, 1907—2000)
- Sebast. — Себастьяни, Франческо Антонио (исп. Francesco Antonio Sebastiani, 1782—1821)
- Sebeók — Alexander(Sándor) Sebeók de Szent-Miklós, fl. 1780
- Secr. — Секретан, Луи (фр. Gabriel Abraam Samuel Jean Louis Secretan, 1758—1839)
- Seem. — Земан, Бертольд Карл (нем. Berthold Carl Seemann, 1825—1871)
- Ség. — Сегье, Жан-Франсуа (фр. Jean-François Séguier, 1703—1784)
- Seid. — Christiane Eva Seidenschnur, 1944—
- Seidenf. — Сейденфаден, Гуннар (дат. Gunnar Seidenfaden, 1908—2001)
- Seidl — Зайдль, Венцель Бенно (нем. Wenzel Benno Seidl, 1773—1842)
- Seidlitz — Nicolai Karlovič (Karl Samuel) Seidlitz, 1831—1930
- Selander — Селандер, Стен (швед. Sten Selander, 1891—1957)
- Sello — Hermann Ludwig Sello, 1800—1876
- Sellow — Зелло, Фридрих (нем. Friedrich Sellow, 1789—1831)[11]
- Selvi — Federico Selvi, 1966—
- Semen. — Семёнов-Тян-Шанский, Пётр Петрович (1827—1914)
- Semple — John Cameron Semple, 1947—
- Seneb. — Сенебье, Жан (фр. Jean Senebier, 1742—1809)
- Senghas — Karlheinz Senghas, 1928—2004
- Senft — Зенфт, Фердинанд (нем. Christian Carl Friedrich Ferdinand Senft, 1810—1893)
- Sennen — Гранье-Блан, Этьен Марселен (фр. Étienne Marcelin Granié-Blanc, 1861—1937)
- Sennikov — Сенников, Александр Николаевич (1972—)
- Ser. — Серенж, Николя Шарль (фр. Nicolas Charles Seringe, 1776—1858)
- Serbinow — Сербинов, Иван Львович (1872—1925)
- Serg. — Сергиевская, Лидия Палладиевна (1897—1970)
- Serebr. — Серебрякова, Татьяна Ивановна (1822—1986)
- Sessé — Сессе и Лакаста, Мартин (исп. Martín Sessé y Lacasta, 1751—1808)
- Seub. — Зойберт, Мориц Август (нем. Moritz August Seubert, 1818—1878)
- Shafer — Шефер, Джон Адольф (англ. John Adolph Shafer, 1863—1918)
- Shaw — Шоу, Джордж Рассел (англ. George Russell Shaw, 1848—1937)
- Shear — Шир, Корнелиус Лотт (англ. Cornelius Lott Shear, 1865—1956)
- Sherff — Шерфф, Эрл Эдвард (англ. Earl Edward Sherff, 1886—1966)
- Shim — Phyau Soon Shim, fl. 1982
- Shiras. — Сирасава, Хоми (ja:白沢保美, de:Shirasawa Homi, 1868—1947)
- Shuttlew. — Шаттлуорт, Роберт Джеймс (англ. Robert James Shuttleworth, 1810—1874)

### Si
- Sibth. — Сибторп, Джон (англ. John Sibthorp, 1758—1796)
- Siebold — Зибольд, Филипп Франц фон (нем. Philipp Franz Balthasar von Siebold, 1796—1866)[12]
- Sieber — Зибер, Франц Вильгельм (de:Franz Wilhelm Sieber, 1789—1844)
- Sillans — Roger Sillans, fl. 1952
- Sim — Сим, Томас Робертсон (en:Thomas Robertson Sim, 1858—1938)
- Simon — Симон, Эжен (лат. Eugène Simon, 1848—1924)
- Simonk. — Шимонкаи, Лайош (венг. Simonkai Lájos, 1851—1910)
- Simonov. — L. G. Simonovicz, 1926—
- Sims — Симс, Джон (англ. John Sims, 1792—1831)
- Singer — Зингер, Рольф (нем. Rolf Singer, 1906—1994)[13]
- Sinskaya — Синская, Евгения Николаевна (1889—1965)
- Sint. — Синтенис, Пауль Эрнст Эмиль (нем. Paul Ernst Emil Sintenis, 1847—1907)
- Sipliv. — Сипливинский, Владимир Николаевич (1937—)
- Širj. — Ширяев, Григорий Иванович (чеш. Grigorij Ivanovič Širjajev, 1882—1954)[14]
- Skeels — Скилс, Гомер Коллэр (англ. Homer Collar Skeels, 1873—1934)
- Skottsb. — Скоттсберг, Карл Юхан Фредрик (швед. Carl Johan Fredrik Skottsberg, 1880—1963)
- Skvortsov — Скворцов, Борис Васильевич (1896—1980)
- Slavíková — Zdeňka Slavíková, 1935—
- Sloane — Слоан, Ганс (англ. Sir Hans Sloane, 1st Baronet, 1660—1753)[15]
- Slooten — Слотен, Дирк Фок ван (нидерл. Dirk Fok van Slooten, 1891—1953)
- Sm. — Смит, Джеймс Эдвард (англ. James Edward Smith, 1759—1828)
- Small — Смол, Джон Кункел (англ. John Kunkel Small, 1869—1938)
- Smiel. — Смеловский, Тимофей Андреевич (1769?—1815)
- Smitinand — Tem Smitinand, 1920—1995
- Smoljan. — Смольянинова, Л. А., 1904—
- Snell — Снелл, Уолтер Генри (англ. Walter Henry Snell, 1889—1980)

### So
- Sobolevsk. — Соболевская, Кира Аркадьевна (1911—1999)
- Soczava — Сочава, Виктор Борисович (1905—)
- Soderstr. — Сёдерстрём, Томас Роберт (англ. Thomas Robert Soderstrom, 1936—1987)
- Sojak — Сояк, Иржи (чеш. Jiří Soják, 1936—)
- Sol. — Соландер, Даниэль Карлссон (швед. Daniel Solander, 1733—1782)[16]
- Solem. — Золемахер-Антвейлер, Виктор фон (Johanne Viktor Ludwig Andreas Georg Solemacher-Antweiler[нем.], 1889—1945)[17]
- Soler. — Золередер, Ханс (нем. Hans Solereder, 1860—1920)
- Solms — Сольмс-Лаубах, Герман цу (нем. Hermann Maximilian Carl Ludwig Friedrich Graf zu Solms-Laubach, 1842—1915)
- Sommerf. — Соммерфельт, Сёрен Кристиан (норв. Søren Christian Sommerfelt, 1794—1838)
- Sommier — итал. Carlo Pietro Stefano Sommier, 1848—1922[18]
- Sond. — Зондер, Отто Вильгельм (нем. Otto Wilhelm Sonder, 1812—1881)
- Song. — André Songeon, 1826—1905
- Songeon — Сонжон, Андре (фр. André Songeon, 1826—1905)
- Sonn. — Соннера, Пьер (фр. Pierre Sonnerat, 1748—1814)
- Soó — Шоо, Режё (венг. Károly Rezsö Soó von Bere, 1903—1980)[19]
- Sosn. — Сосновский, Дмитрий Иванович (1885—1952)
- Soto Arenas — Сото Аренас, Мигель Анхель (исп. Miquel Angel Soto Arenas, 1963—2009)
- Spach — Спаш, Эдуар (фр. Édouard Spach, 1801—1879)
- Spae — Dieudonné Spae, 1819—1858
- Spall. — Спалланцани, Ладзаро (итал. Lazzaro Spallanzani, 1729—1799)
- Sparre — Спарре, Бенгт (швед. Bengt Sparre, 1918—1986)
- Sparrm. — Спаррман, Андерс (швед. Anders Sparrman, 1748—1820)
- Speg. — Спегаццини, Карло Луиджи (итал. Carlo Luigi Spegazzini, 1858—1926)
- Sperk — Шперк, Густав Фёдорович (1846—1870)
- Speta — Шпет, Франц (нем. Franz Speta, 1941—)
- Spix — Спикс, Иоганн Баптист фон (нем. Johann Baptist Ritter von Spix , 1781—1826)
- Sprague — Спрэг, Томас Арчибальд (англ. Thomas Archibald Sprague, 1877—1958)
- Spring — Спринг, Антуан Фредерик (en:Antoine Frédéric Spring, 1814—1872)
- Spreng. — Шпренгель, Курт (нем. Kurt Polycarp Joachim Sprengel, 1766—1833)
- Spruce — Спрус, Ричард (англ. Richard Spruce, 1817—1893)
- Sprygin — Спрыгин, Иван Иванович (1873—1942)

### St
- St.-Amans — Будон де Сент-Аман, Жан Флоримон (фр. Jean Florimond Boudon de Saint-Amans, 1748—1831)
- St.-Lag. — Сен-Лаже, Жан Батист (фр. Jean Baptiste Saint-Lager, 1825—1912)
- Stackh. — Стекхауз, Джон (англ. John Stackhouse, 1742—1819)
- Stahl — Сталь, Кристиан Эрнст (нем. Christian Ernst Stahl, 1848—1919)
- Standl. — Стэндли, Пол Карпентер (англ. Paul Carpenter Standley, 1884—1963)
- Stankov — Станков, Сергей Сергеевич (1892—1962)
- Stapf — Штапф, Отто (de:Otto Stapf (Botaniker), 1857—1933)
- Starling — B. N. Starling, fl. 1985
- Staude — Friedrich Staude, —1861
- Stearn — Стирн, Уильям Томас (англ. William T. Stearn, 1911—2001)
- Stebbins — Стеббинс, Джордж Ледьярд (англ. G. Ledyard Stebbins, 1906—2000)
- Stechm. — Штехман, Иоганнес Пауль (нем. Johannes Paul Stechmann, 1752—??)[20]
- Steenstr. — Стенструп, Япетус (дат. Johannes Japetus Smith Steenstrup, 1813—1897)
- Steetz — Штец, Иоахим (нем. Joachim Steetz, 1804—1862)
- Steller — Стеллер, Георг Вильгельм (нем. Georg Wilhelm Steller, 1709—1746)
- Stellfeld — Carlos Stellfeld, 1900—1970
- Stef. — Стефанов, Борис (ботаник) (1894—1979)
- Stefani — Carlo de Stefani, 1851—1924
- Stein — Berthold Stein, 1847—1899
- Steinb. — Штейнберг, Елизавета Ивановна (1884—1963)
- Steinh. — Штейнгейль, Адольф (нем. Adolphe Steinheil, 1810—1839)
- Steinm. — Штейнман, Иоганн Генрих Конрад Готфрид Густав (нем. Johann Heinrich Conrad Gottfried Gustav Steinmann, 1856—1929)
- Stepanov — Степанов, Николай Витальевич (wikispecies:Nikolay V. Stepanov, 1966—)
- Steph. — Штефани, Франц (en:Franz Stephani, 1842—1927)
- Stephan — Стефан, Христиан-Фридрих (нем. Christian Friedrich Stephan, 1757—1814)
- Stergios — Basil Stergios, fl. 1996
- Sternb. — Штернберг, Каспар Мария фон (de:Kaspar Maria von Sternberg, 1761—1838)
- Steud. — Штёйдель, Эрнст Готлиб (нем. Ernst Gottlieb von Steudel, 1783—1856)
- Steven — Стевен, Христиан Христианович (нем. Christian von Steven, 1781—1814))[21]
- Steyerm. — Стейермарк, Джулиан Альфред (англ. Julian Alfred Steyermark, 1909—1988)
- Stewart — Robert Stewart, 1811—1865
- Stocks — Стокс, Джон Эллертон (англ. John Ellerton Stocks, 1822—1854)
- Stoj. — wikispecies:Nikolai Andreev Stojanov, 1883—1968[22]
- Stoker — Fred Stoker, 1878—1943
- Stokes — Стоукс, Джонатан (англ. Jonathan Stokes, 1755—1831)
- Stork — Adélaïde Louise Stork, 1937—
- Strasb. — Страсбургер, Эдуард (нем. Eduard Strasburger, 1844—1912)
- Straw — Richard Myron Straw, 1926—
- Strempel — Johannes Karl(Carl) Friedrich Strempel, 1800—1872
- Strid — Стрид, Арне (швед. Arne Strid, 1943—)
- Strother — wikispecies:John Lance Strother, 1941—
- Struwe — Lena Struwe, fl. 1994
- Stschegl. — Щеглеев, Сергей Сергеевич (1820—1859)
- Studnička — Miloslav Studnička, 1949—[23]
- Stuntz — Стунц, Стивен Конрад (англ. Stephen Conrad Stuntz, 1875—1918)
- Sturm — Штурм, Якоб (нем. Jacob W. Sturm, 1771—1848)
- Styles — Brian Thomas Styles, 1936—1993

### Su
- Sudw. — George Bishop Sudworth, 1864—1927
- Sünd. — Franz Sündermann, 1864—1946[24]
- Sudzuki — Судзуки, Фуса (исп. Fusa Sudzuki, 1927—2003)
- Suess. — Сюссенгут, Карл (нем. Karl Suessenguth, 1893—1955)[25]
- Sugim. — Сугимото, Дзюнъити (Junichi Sugimoto, 1901—)
- Sukaczev — Сукачёв, Владимир Николаевич (1880—1967)
- Sumnev. — wikispecies:Georgji Prokopievič Sumnevicz, 1909—1947
- Suringar — Сурингер, Виллем Фредерик Райнир (нидерл. Willem Frederik Reinier Suringar, 1832—1898)[26]
- Suter — Зутер, Иоганн Рудольф (нем. Johann Rudolf Suter, 1766—1827)
- Svent. — Свентениус, Эрик Свенссон (швед. Eric Svensson Sventenius, 1910—1973)
- Sw. — Сварц, Петер Улоф (швед. Olof Swartz, нем. Olof Peter Swartz, 1760—1818)
- Sweet — Свит, Роберт (англ. Robert Sweet, 1783—1835)
- Swingle — Суингл, Уолтер Теннисон (англ. Walter Tennyson Swingle, 1871—1952)
- Swinhoe — Свайно, Роберт (англ. Robert Swinhoe, 1836—1877)
- Symington — Colin Fraser Symington, 1905—1943
- Sytin — Сытин А. К., 1953—
- Szlach. — Шляхетко, Дариуш (пол. Dariusz Szlachetko, 1961—)
- Szafer — Шафер, Владислав (пол. Władysław Szafer, 1886—1970)
- Szyszył. — en:Ignaz von Szyszyłowicz, 1857—1910[27]

### Комментарии
1. ↑  В советское время применяли сокращение Blake, которое теперь указывает на учёного Joseph Blake, 1814—1888
2. ↑  Широко известен другой Грей, Сэмюэл Фредерик (1766—1828), его обозначение Gray
3. ↑  Другой вариант обозначения: S.C.Ko
4. ↑  Иногда используют сокращение: S.Wats.
5. ↑  Иногда используют сокращение: Sagast.
6. ↑  Ранее использовалось сокращение: Schultz Bip.
7. ↑  Иногда используют сокращение: Schaeffer
8. ↑  Иногда используют сокращение: Schk.
9. ↑  Другое обозначение автора: Schlecht.
10. ↑  Ранее использовалось сокращение Schultes
11. ↑  В советское время применяли сокращение Sello, которое теперь указывает на Hermann Ludwig Sello
12. ↑  Устаревшее обозначение автора: Sieb.
13. ↑  Другое обозначение автора: Sing.
14. ↑  Другое обозначение автора: Sirj.
15. ↑  Долиннеевский ботаник. Названия, опубликованные им до 1 мая 1753 года, не считаются действительно опубликованными с точки зрения Международного кодекса ботанической номенклатуры, в связи с чем в современной научной литературе это обозначение практически не встречается.
16. ↑  Другое обозначение автора: Soland.
17. ↑  Вариант обозначение автора: Solem.-Antw. From Meikle
18. ↑  Устаревшее обозначение автора: Somm.
19. ↑  Встречает также обозначение Soo
20. ↑  Gerhard Wagenitz. Goettinger Biologen 1737 - 1945. — Vandenhoeck & Ruprecht, 1988. — С. 172. — 228 с.
21. ↑  Устаревшее обозначение автора: Stev.
22. ↑  Устаревшее обозначение автора: Stojan.
23. ↑  Другое обозначение: Studnicka
24. ↑  Устаревшее обозначение автора: Suenderm.
25. ↑  Вариант обозначения: Suesseng.
26. ↑  Вариант обозначения: Suring.
27. ↑  Другое обозначение: Szyszyl.